# Montenegro (Faro)
Montenegro es una freguesia portuguesa del concelho de Faro, con 23,01 km² de superficie y 8,613 habitantes (2021). Su densidad de población es de 354,2 hab/km². Están ubicados en su territorio el Aeropuerto de Faro y el campus de Gambelas de la Universidad del Algarve. Es la más nueva freguesia del municipio de Faro, habiendo sido creada el 20 de junio de 1997.